# Bất ổn Abkhazia 2021
Bất ổn Abkhazia 2021 xảy ra vào tháng 12 năm 2021. Tình trạng bất ổn ở Abkhazia được cho là do các nguyên nhân, bao gồm việc sung công nhà máy thủy điện tư nhân của nhà lãnh đạo phe đối lập và đại dịch COVID-19.
Bạo lực và phá hoại tài sản đã xảy ra ở thủ đô Sukhumi. Liên bang Nga đã phải hỗ trợ cấp điện cho Abkhazia trong hơn một tuần.
Phe đối lập đã kêu gọi Tổng thống Aslan Bzhania từ chức.
Ngày 22 tháng 12, Tổng thống Abkhazia đã có cuộc gặp với đại diện của phe đối lập. Ngày 23 tháng 12, các công tố viên nhà nước đã mở cuộc điều tra về tình trạng bất ổn.